# Stanisław Mikulski

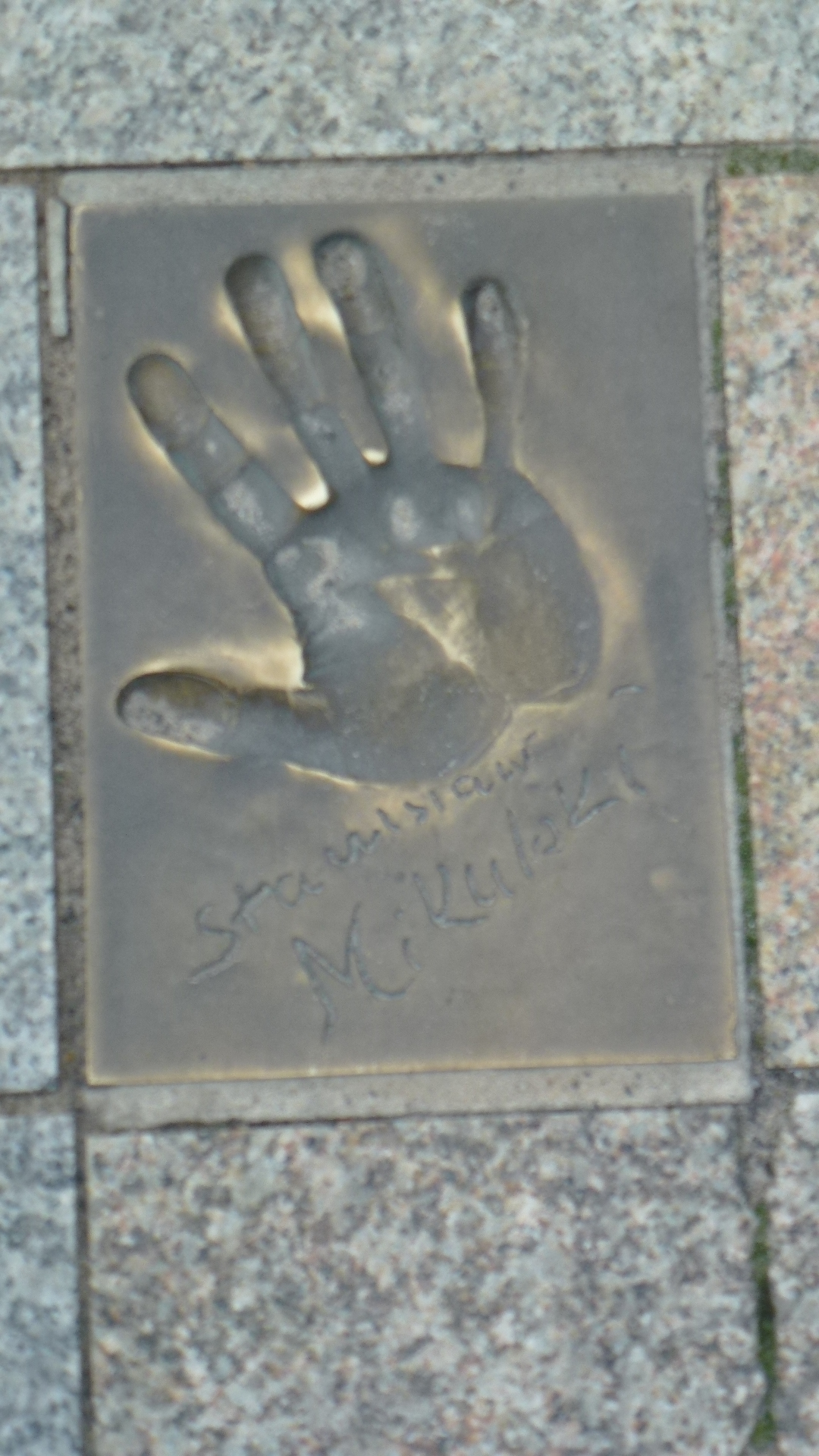
Odcisk dłoni Stanisława Mikulskiego na Promenadzie Gwiazd w Międzyzdrojach

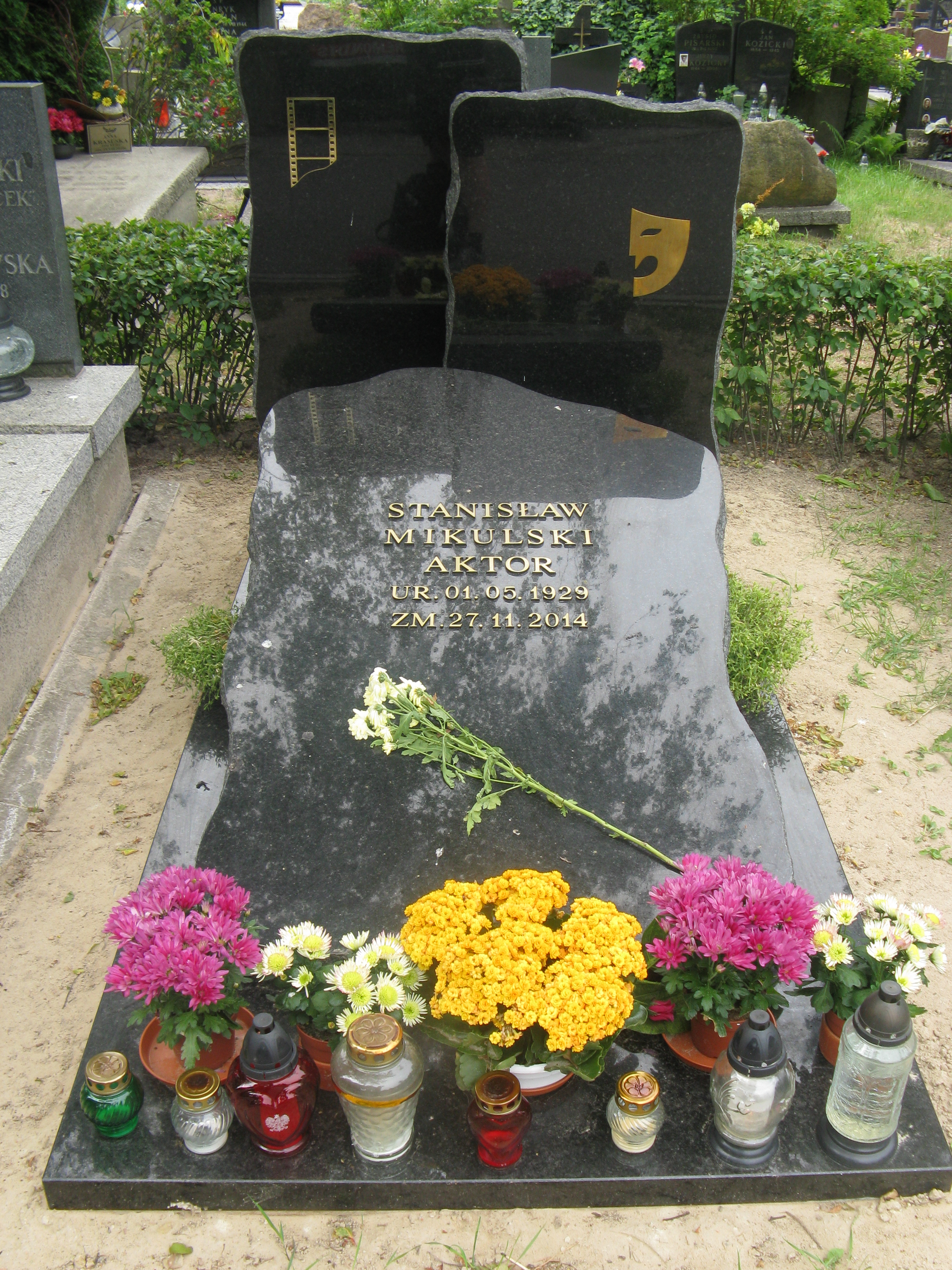
Grób aktora na cmentarzu Wojskowym na Powązkach w Warszawie

Stanisław Mikulski (ur. 1 maja 1929 w Łodzi, zm. 27 listopada 2014 w Warszawie) – polski aktor teatralny i filmowy, prezenter telewizyjny, konferansjer i działacz kulturalny.

## Życiorys
Był synem Jana, tokarza, i Heleny z domu Weiss, pochodzących z łódzkich Bałut. Rodzice pobrali się 12 maja 1928 w kościele Wniebowzięcia Najświętszej Maryi Panny w Łodzi. Stanisław Mikulski urodził się niespełna rok później, 1 maja 1929. Dzieciństwo spędził na Bałutach, a po wybuchu II wojny światowej zamieszkał z rodziną w Śródmieściu. W 1950 zdał maturę w VIII Liceum Ogólnokształcącym w Łodzi. W 1953, w Krakowie, zdał eksternistyczny egzamin aktorski. Następnie występował w Teatrze im. Osterwy w Lublinie (1952–1964), oraz w warszawskich teatrach: Teatrze Powszechnym (1964–1966), Teatrze Ludowym (1966–1969) oraz Teatrze Polskim (1969–1983). Od 1983 do 1988 był aktorem Teatru Narodowego w Warszawie.
Pierwszą znaczącą rolę zagrał w filmie Kanał. Wielką popularność zdobył przede wszystkim dzięki głównej roli, Hansa Klossa, najpierw w serii spektakli teatru telewizji, Stawka większa niż życie (1965–1967), a następnie w kultowym serialu telewizyjnym pt. Stawka większa niż życie (1967–1968). 
W okresie PRL działał w sferze politycznej w ramach organizacji i partii komunistycznych. W latach 1946–1951 należał do Związku Walki Młodych i Związku Młodzieży Polskiej. Od 1951 był członkiem Polskiej Zjednoczonej Partii Robotniczej. W 1978 został I sekretarzem POP w Teatrze Polskim w Warszawie. Od 10 lutego 1978 do 12 grudnia 1979 był członkiem egzekutywy Komitetu Warszawskiego PZPR, od 12 grudnia 1979 do 29 czerwca 1981 członkiem Komitetu Warszawskiego PZPR. W 1983 został wybrany do składu Krajowej Rady Towarzystwa Przyjaźni Polsko-Radzieckiej, a w latach 1986–1989 był członkiem Ogólnopolskiego Komitetu Grunwaldzkiego. Od 1988 do 1990 pełnił funkcję dyrektora Ośrodka Informacji i Kultury Polskiej (Польский культурный центр в Москве) przy ambasadzie PRL w Moskwie. 
Wielokrotnie był konferansjerem na Festiwalu Piosenki Żołnierskiej, gdzie występował również jako wykonawca. Był konferansjerem na Festiwalu Piosenki Radzieckiej w Zielonej Górze. 
Od 1995 do 1998 był prowadzącym teleturnieju Koło Fortuny w TVP2. Następnie na antenie TVN prowadził program Supergliny.
W 2012 powrócił do roli Hansa Klossa w filmie kinowym Hans Kloss. Stawka większa niż śmierć w reżyserii Patryka Vegi. Zyskał popularność komediową rolą porucznika MO Lecha Rysia w Misiu oraz rolą pułkownika Zakrzewskiego w filmie Sekret Enigmy i serialu Tajemnica Enigmy. Podczas kariery aktorskiej wystąpił gościnnie w serialach Polskie drogi, 07 zgłoś się, Życie na gorąco, Dom, 13 posterunek, Na dobre i na złe oraz Niania. W 1994 wykonał partie dubbingu w komedii familijnej Brzdąc w opałach. W XXI wieku grał drugoplanowe role w serialach Samo życie, Złotopolscy a w Kryminalni i Kryminalni: Misja śląska, zagrał rolę Jana Zawady, ojca komisarza Adama Zawady. 
Był wielokrotnie nagradzany nagrodami branżowymi i państwowymi.
Zmarł 27 listopada 2014 o godz. 5:15 w wyniku choroby nowotworowej. 5 grudnia 2014 został pochowany w Alei Zasłużonych na cmentarzu Wojskowym na Powązkach w Warszawie (kwatera B32-tuje-22). Pogrzeb miał charakter świecki. Tego samego dnia jego pamięć minutą ciszy uczcił Sejm RP VII kadencji.

## Życie prywatne
Stanisław Mikulski był trzykrotnie żonaty. Jego pierwszą żoną w latach 1954–1966 była Wanda. Z tego małżeństwa miał jednego syna, Piotra. Jego wnuk, Jakub Mikulski, był perkusistą grupy Roan.
Drugi związek małżeński zawarł z kostiumolog Jadwigą Rutkiewicz (zmarła w 1985), mieli synów Bartłomieja (zm. 1972) i Grzegorza (zm. 1973), którzy zmarli tuż po porodzie.
Trzecią żoną Stanisława Mikulskiego była muzykolog Małgorzata Błoch-Wiśniewska (ur. 1952), z którą wspólnie wychowywali jej córkę.

## Upamiętnienie
W Łodzi, nieopodal ulicy Wydawniczej, znajduje się plac nazwany imieniem Stanisława Mikulskiego. Mieści się tam pętla autobusowa.

## Filmografia
| Filmy |                                       | |                                          |
| Rok   | Tytuł                                 | Rola | Uwagi                                    |
| 1950  | Pierwszy start                        | Junak Franek Mazur | Debiut filmowy                           |
| 1953  | Lato                                  | Wczasowicz | Etiuda szkolna, nie występuje w napisach |
| 1955  | Godziny nadziei                       | Porucznik Jan Basior |                                          |
| 1956  | Kanał                                 | „Smukły”, zastępca „Koraba” |                                          |
| 1956  | Cień                                  | „Blondyn”, członek organizacji podziemnej                                                                                             |                                          |
| 1957  | Ewa chce spać                         | Policjant Piotr Malewski |                                          |
| 1958  | Zamach                                | Akowiec „Jacek” |                                          |
| 1959  | Sygnały                               | Taksówkarz Janek, mąż Zosi |                                          |
| 1959  | Biały niedźwiedź                      | Michał Pawlicki |                                          |
| 1960  | Historia współczesna                  | Lotnik Henryk Rak |                                          |
| 1961  | Odwiedziny prezydenta                 | Paweł Guziński, mąż mamy Jacka |                                          |
| 1961  | Dwaj panowie „N”                      | Sierżant Jan Dziewanowicz |                                          |
| 1963  | Skąpani w ogniu                       | Kapitan Sowiński |                                          |
| 1963  | Ostatni kurs                          | Taksówkarz Henryk Kowalski |                                          |
| 1963  | Yokmok                                | Porucznik UB |                                          |
| 1964  | Spotkanie ze szpiegiem                | Porucznik Baczny |                                          |
| 1964  | Barwy walki                           | Ludwik Pociecha „Klinga”, zastępca dowódcy oddziału AK                                                                                |                                          |
| 1965  | Popioły                               | Żołnierz, podkomendny kapitana Wyganowskiego                                                                                          |                                          |
| 1966  | Powrót na ziemię                      | Stefan |                                          |
| 1966  | Bicz Boży                             | Paweł Raszewicz, brat Felka |                                          |
| 1968  | Idzie żołnierz…                       | | Film krótkometrażowy                     |
| 1969  | Ostatni świadek                       | Dr Zbigniew Olszak |                                          |
| 1970  | Pogoń za Adamem                       | Adam Witecki |                                          |
| 1970  | Morderca jest w domu                  | kapitan Timar |                                          |
| 1972  | Opętanie                              | Karol, mąż Marii |                                          |
| 1974  | Zaczarowane podwórko                  | Stanisław August Poniatowski |                                          |
| 1977  | Żołnierze wolności                    | Józef Małecki | W części 2                               |
| 1979  | Sekret Enigmy                         | Pułkownik Zakrzewski, attache wojskowy Ambasady Polskiej w Bukareszcie                                                                |                                          |
| 1980  | Od Bugu do Wisły                      | Wacław Borc |                                          |
| 1980  | Miś                                   | Porucznik MO Lech Ryś „wujek Dobra Rada”, bohater kolejnego odcinka serialu „10:0 dla Gwardii” pod tytułem „Motyla noga Tomka Mazura” |                                          |
| 1980  | Dziewczyna i chłopak                  | Piotr Jastrzębski, ojciec Tomka i Tosi                                                                                                |                                          |
| 1983  | Magiczne ognie                        | Oficer śledczy Piasecki |                                          |
| 1983  | Katastrofa w Gibraltarze              | Edward Raczyński, ambasador Polski w Wielkiej Brytanii                                                                                |                                          |
| 1984  | Europejska historia                   | Gamelin |                                          |
| 2001  | Córka marnotrawna                     | „Szalony Max” |                                          |
| 2012  | Hans Kloss. Stawka większa niż śmierć | Hans Kloss / Stanisław Kolicki, agent J-23                                                                                            |                                          |

| Seriale i telewizja |                                       |                                                                          | |
| Rok                 | Tytuł                                 | Rola                                                                     | Uwagi |
| 1965-1967           | Stawka większa niż życie              | Staszek / Hans Kloss                                                     | Spektakl telewizyjny                                                                                              |
| 1965                | Podziemny front                       | Stefan, żołnierz AL                                                      | Serial telewizyjny, odcinek: 7 pt. „Ostatni pojedynek”                                                            |
| 1965                | Na melinę                             | Porucznik, dowódca kompanii „Akacja”                                     | Film telewizyjny, z cyklu „Dzień ostatni, dzień pierwszy”                                                         |
| 1966                | Kolumbowie                            | „Mech”                                                                   | |
| 1967-1968           | Stawka większa niż życie              | Stanisław Kolicki / Hans Kloss                                           | Serial telewizyjny                                                                                                |
| 1969                | Konsul Bernick                        | Jan Tonnesen                                                             | Spektakl telewizyjny                                                                                              |
| 1971                | Samochodzik i templariusze            | Pan Samochodzik                                                          | Serial telewizyjny                                                                                                |
| 1971                | Czarny notes                          | Henryk                                                                   | Spektakl telewizyjny                                                                                              |
| 1971                | Bądźcie świadkami obrony              |                                                                          | Spektakl telewizyjny                                                                                              |
| 1972                | Fatalna kobieta                       | Brian Mullen                                                             | Spektakl telewizyjny                                                                                              |
| 1972                | Dziewczyny do wzięcia                 | (on sam)                                                                 | Film telewizyjny, nie występuje w napisach                                                                        |
| 1972                | Łuk tęczy                             | Goprowiec Adam                                                           | Serial telewizyjny                                                                                                |
| 1973                | Wszyscy moi synowie                   | Jim                                                                      | Spektakl telewizyjny                                                                                              |
| 1974                | Jego dwie żony                        | Por. Trant                                                               | Spektakl telewizyjny                                                                                              |
| 1975                | Tragedia optymistyczna                | Prowodyr                                                                 | Spektakl telewizyjny                                                                                              |
| 1976                | Stary, głupi i anioł                  | Mężczyzna I, Głupi                                                       | Spektakl telewizyjny                                                                                              |
| 1976                | Polskie drogi                         | Kapitan Rogalski                                                         | Serial telewizyjny, odcinek: 1 pt. „Misja specjalna”                                                              |
| 1977                | Dziewczyna i chłopak                  | Piotr Jastrzębski, ojciec Tomka i Tosi                                   | Serial telewizyjny, odcinki: 1 pt. „Poprawka”, 2 pt. „Tosiek i Tomka”, 3 pt. „Szef i inni”, 6 pt. „Tomek i Tosia” |
| 1978                | Życie na gorąco                       | Max Steber, członek organizacji „W”                                      | Serial telewizyjny, odcinek: 2 pt. „Saloniki”                                                                     |
| 1978                | 07 zgłoś się                          | On sam - aktor wysiadający z pociągu na dworcu Łódź Fabryczna            | Serial telewizyjny, odcinek: 7 pt. „Brudna sprawa”                                                                |
| 1979                | Tajemnica Enigmy                      | Pułkownik Zakrzewski, attache wojskowy Ambasady Polskiej w Bukareszcie   | Serial telewizyjny, odcinek: 4 pt. „Ocalić myśl”                                                                  |
| 1979                | Mieszkanie do wynajęcia               | Bob                                                                      | Spektakl telewizyjny                                                                                              |
| 1980                | Tylko Kaśka                           | Ojciec Kaśki                                                             | Serial telewizyjny, odcinki: 1 pt. „Groźba”, 4 pt. „Co się dzieje z Marcinem”, 5 pt. „Koty mają się dobrze”       |
| 1980                | Każdemu co mu się należy od mafii     | Proboszcz                                                                | Spektakl telewizyjny                                                                                              |
| 1981                | Najdłuższa wojna nowoczesnej Europy   | Minister Helmut von Gerlach                                              | Serial telewizyjny, odcinek: 13 pt. „Zwycięstwo bez wodzów”                                                       |
| 1982                | 3 + jedna                             | Inżynier Rutkowski, ojciec Jagody                                        | Serial telewizyjny                                                                                                |
| 1983                | Sonata widm                           | Pułkownik                                                                | Spektakl telewizyjny                                                                                              |
| 1984                | Tsigni pitsisa                        |                                                                          | Serial telewizyjny                                                                                                |
| 1985                | Kwestia wyboru                        | Adam Rapacki                                                             | Serial telewizyjny                                                                                                |
| 1985                | Jałta 1945                            | Narrator                                                                 | Spektakl telewizyjny                                                                                              |
| 1994                | Bank nie z tej ziemi                  | Jan Kloc                                                                 | Serial telewizyjny, odcinek: 12 pt. „Puszka z Pandorą”                                                            |
| 1997                | Dom                                   | (on sam)                                                                 | Serial telewizyjny, odcinki: 17 pt. „Komu gra ta orkiestra”, 18 pt. „Trzecie kłamstwo”                            |
| 1998                | Historia                              | von Hindenburg                                                           | Spektakl telewizyjny                                                                                              |
| 1998                | 13 posterunek                         | Historyk                                                                 | Serial telewizyjny, odcinek: 32                                                                                   |
| 1999                | Całe zdanie nieboszczyka              | Pułkownik Jedlina                                                        | Serial telewizyjny                                                                                                |
| 2002-2010           | Samo życie                            | Zygmunt Żmuda, ojciec Barbary Kornackiej                                 | Serial telewizyjny                                                                                                |
| 2004                | Dywersant                             | Kierowca Janek                                                           | Serial telewizyjny                                                                                                |
| 2005                | Na dobre i na złe                     | Włodzimierz Borowiec                                                     | Serial telewizyjny, odcinek: 229 pt. „Uśpiona miłość”                                                             |
| 2005-2008           | Kryminalni                            | Jan Zawada, ojciec Adama                                                 | Serial telewizyjny, odcinki: 24, 26, 27, 28, 34, 36, 41, 42, 43, 65, 66, 68, 69, 72, 75, 97                       |
| 2005                | Klinika samotnych serc                | Henryk Kuc, biznesmen z Niemiec, klient biura matrymonialnego „Serenada” | Serial telewizyjny, odcinki: 12, 13, 14                                                                           |
| 2006                | Kryminalni. Misja śląska              | Jan Zawada, ojciec Adama                                                 | Film telewizyjny                                                                                                  |
| 2007-2010           | Złotopolscy                           | Aktor Stanisław Gwis                                                     | Serial telewizyjny                                                                                                |
| 2008                | Niania                                | Strażnik Stanisław Mikulski, była gwiazda „Stawki większej niż życie”    | Serial telewizyjny, odcinek: 92                                                                                   |
| 2010                | Duch w dom                            | Grzegorz, przyjaciel babci Oli                                           | Serial telewizyjny, odcinek: 5                                                                                    |
| 2012                | Hans Kloss. Stawka większa niż śmierć | Hans Kloss / Stanisław Kolicki, agent J-23                               | Serial |

| Dubbing |                  |      |       |
| Rok     | Tytuł            | Rola | Uwagi |
| 1994    | Brzdąc w opałach |      |       |

## Nagrody i odznaczenia
Nagrody i wyróżnienia
- 1965, 1966, 1968 – „Złota Maska” dla najpopularniejszego aktora w konkursie „Expressu Wieczornego”)
- 1967, 1969, 1970 – „Srebrna Maska” dla najpopularniejszego aktora w konkursie „Expressu Wieczornego”)
- 1968 – Stawka większa niż życie – Nagroda Ministra Obrony Narodowej I stopnia
- 1970 – Stawka większa niż życie – Nagroda telewizji NRD
- 1972 – „Złoty Kwiat Pragi”
- 1973 – Podziemny front – Nagroda Ministra Obrony Narodowej II stopnia
- 1973 - Dyplom uznania MSZ za wybitne osiągnięcia w propagowaniu polskiej kultury za granicą w 1972[17]
- 1983 – Nagroda Ministra Kultury i Sztuki I stopnia za całokształt dokonań aktorskich w zakresie teatru;
- 1983 – drugie miejsce w plebiscycie na najpopularniejszego aktora tygodnika „Antena” z okazji 20-lecia polskiego filmu telewizyjnego[18]
- 1987 – Dyplom Ministra Spraw Zagranicznych za upowszechnianie kultury polskiej za granicą
- 2002 – „Gwiazda Telewizji Polskiej” – statuetka wręczona z okazji 50-lecia TVP „za kreacje aktorskie w filmie i teatrze telewizji”
- 2004 – Odcisk dłoni na Promenadzie Gwiazd

Odznaczenia
- 1967 – Odznaka 1000-lecia Państwa Polskiego
- 1968 – Brązowy Medal „Za Zasługi dla Obronności Kraju”
- 1969 – Złoty Krzyż Zasługi
- 1970 – Krzyż Kawalerski Orderu Odrodzenia Polski
- 1970 – Nagroda Miasta Stołecznego Warszawy
- 1974 – Srebrny Medal „Za Zasługi dla Obronności Kraju”[19]
- 1974 – Medal 30-lecia Polski Ludowej
- 1975 – Krzyż Oficerski Orderu Odrodzenia Polski z okazji 30-lecia kinematografii w Polsce Ludowej
- 1974 – Odznaka „Zasłużony Działacz Kultury”
- 1987 – Order Przyjaźni Narodów przyznany przez Prezydium Rady Najwyższej ZSRR
- 1989 – Krzyż Komandorski Orderu Odrodzenia Polski
- 2013 – Odznaka „Za Wybitne Zasługi dla ZKRPiBWP”[20]